# Caravane Soumoud
Ne doit pas être confondu avec Marche mondiale vers Gaza.
La caravane Soumoud (en arabe : قافلة الصمود, Qāfila aṣ‑Ṣumūd,  « caravane de la persévérance »), plus connue sous le nom de convoi de résilience du Maghreb est un convoi terrestre parti de Tunisie en direction de la bande de Gaza en juin 2025.

## Contexte
La création de la caravane est annoncée en avril 2024 par la Coordination de l'action commune pour la Palestine, ainsi que plusieurs organisations de la société civile tunisienne,. Si elle a d'abord pour but d'apporter une aide médicale et humanitaire, elle est par la suite essentiellement décrite comme une action symbolique de soutien à la population palestinienne de Gaza, en proie à une grave crise humanitaire provoquée par le conflit en cours depuis 2023 et aggravée par le blocus imposé par Israël. Le convoi projette d'atteindre Rafah, dans le sud de la bande de Gaza, en partant de la Tunisie et en passant par la Libye et l'Égypte. 

## Déroulement
Le convoi se met en route le 9 juin 2025, avec des centaines de personnes à bord d'autocars. Mediapart parle de 300 véhicules et un millier de personnes venant en grande majorité de Tunisie, une minorité venant également d'Algérie, de Mauritanie et du Maroc. Elle compterait environ 1 200 participants tunisiens, et 200 Algériens, rejoints en cours de route par d'autres volontaires en provenance de Libye.
Cependant, le 12, la caravane est arrêtée à l'entrée de la ville libyenne de Syrte, sous le contrôle de l'Armée nationale libyenne dirigée par le maréchal Khalifa Haftar, qui bénéficie du soutien de l'Égypte,. La coordination demande le 14 aux autorités de l'Est libyen la levée du blocus autour du campement de la caravane, l'entrée de vivres et la fin du brouillage des communications autour de la ville.
Les autorités de l'Est libyen arrêtent treize participants dont trois blogueurs (Ala Ben Amara, Bilal Ourtani et Zidane Nezar) qui documentaient le périple. Le 15, la caravane se replie près de Misrata sous le contrôle du gouvernement d'union nationale. Face au refus de l'Égypte de délivrer les autorisations nécessaires, la coordination annonce le 16 sa décision de retourner en Tunisie. Le lendemain, plusieurs membres de la caravane sont libérés. Le 19, la caravane est accueillie à Tunis par des centaines de personnes.

## Signification du nom
Le terme sumud (arabe : صمود), que l'on peut traduire par « fermeté », « résilience » ou « persévérance », possède une importance particulière dans le cadre de la défense de la cause palestinienne. Il symbolise une résistance non violente et constante exercée au quotidien contre l'occupation israélienne et la dépossession. Le terme est entré dans le langage politique palestinien à la suite de la guerre des Six Jours, en 1967, et représente la détermination du peuple palestinien à demeurer sur son territoire malgré les difficultés.

## Réactions

### Monde arabe
En réaction au départ du convoi, des milliers de Tunisiens descendent dans les rues pour saluer les participants,. Cette mobilisation populaire témoigne de l'attachement du peuple tunisien à la cause palestinienne. En Libye, la caravane est accueillie chaleureusement : les participants ne rencontrent pas d'obstacle aux frontières et reçoivent nourriture, carburant et hébergement gratuits tout au long de leur passage. Des citoyens libyens ont même rejoint la caravane.

Le Premier ministre du gouvernement d'union nationale libyen, Abdel Hamid Dbeibah, salue cette initiative en déclarant sur les réseaux sociaux : 

« Je suis fier et honoré de voir les fils de mon peuple accueillir et se joindre à la “Caravane Soumoud” [...]. Les Libyens ont donné un nouvel exemple de générosité, de solidarité et de loyauté, en portant des messages de soutien au peuple de Gaza face au blocus et à l'agression. C'est une scène noble, qui n'est pas étrangère aux Libyens. Elle s'inscrit dans une tradition d'engagements concrets qui précèdent les paroles, et réaffirme les valeurs élevées qui unissent nos peuples malgré toutes les crises. »

 En revanche, les autorités égyptiennes adoptent une attitude plus réticente : le ministère des Affaires étrangères publie le 11 juin un communiqué officiel : 

« Le seul moyen de considérer les demandes de visite de la région frontalière adjacente à Gaza par des délégations étrangères est la soumission d'une demande officielle via les ambassades égyptiennes. Aucune demande en dehors de ce cadre ne sera acceptée, en raison de la situation délicate dans la zone frontalière avec Gaza. »

 Le lendemain, les autorités égyptiennes arrêtent plus de 200 militants pro-palestiniens de diverses nationalités présents en Égypte et liés à la Marche mondiale vers Gaza.

### Israël
Le 11 juin, le ministre de la Défense, Israël Katz, presse les autorités égyptiennes de bloquer le convoi : 

« J'attends des autorités égyptiennes qu'elles empêchent l'arrivée de manifestants djihadistes à la frontière israélo-égyptienne et qu'elles ne les autorisent pas à se livrer à des provocations ou à tenter d'entrer dans la bande de Gaza, un acte qui mettrait en péril la sécurité des soldats [israéliens] et qui ne sera pas autorisé. »